# Kahl am Main
Kahl am Main (oficialmente, Kahl a.Main) es un municipio alemán, ubicado en el distrito de Aschaffenburg, en el Regierungsbezirk de Baja Franconia, en el Estado federado de Baviera. 
Se encuentra justo en el límite con Hesse, entre Aschaffenburg y Hanau en el distrito de Meno-Kinzig.